# 仓前街道 (杭州市)
仓前街道是中华人民共和国浙江省杭州市余杭区所辖街道。区域面积42平方公里，人口3.15万。章太炎故居、杭州师范大学、杭州西站位于该地。余杭区人民政府驻该街道文一西路1500号。

## 辖区
仓前街道辖1个社区，9个行政村，分别为：太炎社区、朱庙村、葛巷村、高桥村、连具塘村、宋家山村、苕溪村、吴山前村、灵源村、永乐村